# Mopoyem
Mopoyem est une localité rurale du Disctrict des Lagunes en Côte d'Ivoire. Administrativement rattachée au département de Dabou, elle se trouve dans la région des Grands-Ponts. Sa population est estimée à environ 1 510 habitants.